# 旅大
旅大或称旅大地区是中国辽宁省的地名，所在即今大连市。狭义所指为大连市南部。
1898年，清朝与俄罗斯帝国签订《旅大租地条约》。旅大租借地一名中，旅大即指旅顺口、大连湾。中华人民共和国作者或将旅大中的“大”解释为大连地区。1899年，俄方将旅大租借地定名为关东州。日本占领期间，仍称关东州。中华人民共和国作者或称旅大:85、或称日占旅大:21，或同时使用日占旅大和关东州:287。
1945年8月起，苏军占领旅大地区，即今大连市南部。1946年10月，成立旅大金行政联合办事处。1947年4月，成立关东行政公署。旅大金行政联合办事处和关东行政公署辖区的正式名称不详。中共旅大地委在正式行文中，称关东行政公署辖区为关东地区:134。中华人民共和国作者将之与旅大地区混用。1949年建立旅大行署区。1950年，改为旅大市。1981年改名为大连市。